# Red Giants
De Red Giants Basketball Meppel is een Nederlandse basketbalclub, opgericht in 1974.

## Geschiedenis
De club werd aanvankelijk opgericht onder de naam van de huidige voetbalclub, Alcides, en had als bekendste speler in die tijd Desi Bouterse in de gelederen. In 1987 bereikte de club de eredivisie. Van de Meppeler spelers legden Henk Haze, Peter Gunnink en Rene van Zomeren de weg van de basis naar de top af. Met het Amerikaanse duo Rob Jones en Mark Mitchell als sterren werd Red Giants onder de naam Computerij Meppel in 1988-89 vierde in de eredivisie. 
Peter van Noord, John Emanuels, Sander Kales, Peter Dam, Ad Schepers, Tanno Pieters en Rein van der Kamp werden in die jaren opgeroepen voor het Nederlands team. Voor de ploeg uit Meppel bleek het evenwel onhaalbaar zich in financieel opzicht met de landelijke top te blijven meten. In 1996 viel het doek en kon met het saneren van de schulden worden begonnen. Red Giants moest terug naar de laagste klasse, maar in 2000 was de club alweer doorgedrongen tot de promotiedivisie, de op een na hoogste afdeling. Bij de dames werd de grote sprong voorwaarts nooit gemaakt, maar Laura Schaap, die als speelster van BVG Groningen 86 keer in het nationale team speelde, leerde de beginselen van het spel bij Red Giants.
Red Giants is nadat het het de licentie kwijtraakte aan The Hammers in Zwolle weer op het laagste niveau begonnen en werd toen 5 keer op rij kampioen met de trainers Jan Eggens, Tineke Kuiper en interim-trainer Henk Haze om weer in de landelijke promotiedivisie te spelen. In de promotiedivisie werd Anne van Dijk als trainer vierde en derde en werd toen opgevolgd door Branco Validic die na een half jaar al plaatst moest maken voor Jan Eggens. De financiële problemen waren inmiddels al dusdanig groot geworden dat Red Giants het team moest terugtrekken uit de promotiedivisie en dat men weer op het niveau van de eerste klasse opnieuw moest beginnen. Onder leiding van Edwin Reyenga werd vervolgens via een tweede plek in de 1e klasse (2005-2006) promotie naar de hoofdklasse afgedwongen waarna hij via kampioenschappen in de hoofdklasse (2006-2007) en eerste divisie (2007-2008) weer met Red Giants terugkeerde in de promotiedivisie. Sinds het seizoen 2009-2010 is Patrick Koning de trainer/coach en behaalde in de eerste twee seizoenen beide keren de final four waar het in de halve finale steeds verloor. In het seizoen 2014-2015 werd de finale behaald van de final four, waarin het in het Landstede Topsportcentum in Zwolle verloor na 2 verlengingen met 76-75 van Groene Uilen uit Groningen. Het seizoen 2015-2016 werd op 14 mei 2016 wederom afgesloten in Topsportcentrum Zwolle dit keer met het behalen van het kampioenschap na een overwinning in de finale op Binnenland uit Barendrecht met een eindstand van 68 - 80.
Marco van den Berg was assistent-coach onder Glenn Pinas in 1987/1988 en was hoofdcoach van Red Giants in 1994/1995 en 1995/1996.
Voor de start van het seizoen 2014/15 verliet Red Giants sporthal 't Vledder voor de nieuwe sporthal Ezinge.

## Erelijst
- NBB-Beker (1): 1994 #
- Kampioen promotiedivisie 2015-2016
- Kampioen rayon 1e klasse 1997-1998
- Kampioen rayon hoofdklasse 1998-1999
- Kampioen eerste-divisie  1999-2000
- Kampioen eerste-divisie  2007-2008

# In 1994 werden er twee bekertoernooien gespeeld, waarvan Red Giants er één wist te winnen, het andere bekertoernooi werd gewonnen door Den Helder.

## Spelersprijzen
Meest Waardevolle Speler
- 1988-1989 Rob Jones - Computerij Meppel
- 1990-1991 Lenzie Howell - Computerij Meppel
- 1991-1992 Lenzie Howell - Computerij Meppel

Coach van het Jaar
- 1988-1989 Glenn Pinas - Computerij Meppel
- 2015-2016 Patrick Koning - Red Giants Meppel (promotiedivisie)

All-Stars
- 1988-1989 Rob Jones - Computerij Meppel
- 1989-1990 Mark Mitchell - Computerij Meppel
- 1990-1991 Lenzie Howell - Computerij Meppel
- 1991-1992 Lenzie Howell - Computerij Meppel

Winnaars Dunkcontest
- 1988-1989 Mark Mitchell - Computerij Meppel
- 1989-1990 Mark Mitchell - Computerij Meppel
- 1991-1992 Lenzie Howell - Computerij Meppel
- 1992-1993 Marcus Campbell - Red Giants Meppel

Final Four MVP (Promotiedivisie)
- 2007-2008 Rikus ten Napel - Red Giants Meppel
- 2015-2016 Jesper Jobse - Red Giants Meppel